# Cal Xamora
Cal Xamora és una obra de Guissona (Segarra) inclosa a l'Inventari del Patrimoni Arquitectònic de Catalunya.

## Descripció
A la planta baixa, hi ha gran porta central d'arc rebaixat, una mènsula central i motllura de pedres que l'envolta; al costat esquerre, finestra d'arc ondulat, envoltat per motllura de maons i reixa de ferro; a la part dreta, hi ha una porta amb arc i motllura igual a la finestra.
Al primer pis, hi ha obertures modernes i balcó de ferro forjat amb decoració vegetal. A la part superior, amb coberta a dues aigües i frontó triangular però amb el cos central en linea recta. Quatre pilastres sobresortin en alçada separen el frontó en tres cossos; el central amb dues obertures d'arc de mig punt. Una motllura ressegueix el perímetre superior del frontó.